# Amphoe Phu Pha Man
Amphoe Phu Pha Man (Thai: อำเภอ ภูผาม่าน) ist ein Landkreis (Amphoe – Verwaltungs-Distrikt) im Nordwesten der Provinz Khon Kaen. Die Provinz Khon Kaen liegt in der Nordostregion von Thailand, dem so genannten Isan.

## Geographie
Benachbarte Landkreise (von Norden im Uhrzeigersinn): die Amphoe Phu Kradueng der Provinz Loei, Amphoe Chum Phae in der Provinz Khon Kaen, Amphoe Khon San der Provinz Chaiyaphum sowie Amphoe Nam Nao der Provinz Phetchabun.

## Geschichte
Phu Pha Man wurde am 15. Juli 1981 zunächst als „Zweigkreis“ (King Amphoe) eingerichtet, indem die beiden Tambon Non Don und Na Fai vom Amphoe Chum Phae abgetrennt wurden.
Die Verwaltung nahm am 1. September 1981 seine Arbeit auf, das Verwaltungsgebäude wurde am 1. Oktober 1981 offiziell eröffnet. Am 4. Juli 1994 wurde Phu Pha Man zum Amphoe heraufgestuft.

## Sehenswürdigkeiten
- Nationalparks:
  - Nationalpark Phu Pha Man (อุทยานแห่งชาติภูผาม่าน) – in der Nähe des Phu Kradueng Nationalparks, war früher ein Wald-Schutzgebiet (Phu Pueai Forest Reserve, ป่าสงวนแห่งชาติภูเปือย)

## Verwaltungseinheiten

### Provinzverwaltung
Der Landkreis Phu Pha Man ist in fünf Tambon („Unterbezirke“ oder „Gemeinden“) eingeteilt, die sich weiter in 41 Muban („Dörfer“) unterteilen.
| Nr. | Name        | Thai   | Muban | Einw. |
| --- | ----------- | ------ | ----- | ----- |
| 1.  | Non Khom    | โนนคอม | 08    | 4.086 |
| 2.  | Na Fai      | นาฝาย  | 06    | 2.607 |
| 3.  | Phu Pha Man | ภูผาม่าน | 09    | 4.811 |
| 4.  | Wang Sawap  | วังสวาบ | 10    | 4.143 |
| 5.  | Huai Muang  | ห้วยม่วง | 08    | 7.161 |

### Lokalverwaltung
Es gibt zwei Kommunen mit „Kleinstadt“-Status (Thesaban Tambon) im Landkreis:
- Non Khom (Thai: เทศบาลตำบลโนนคอม), bestehend aus Teilen des Tambon Non Khom.
- Phu Pha Man (Thai: เทศบาลตำบลภูผาม่าน), bestehend aus Teilen des Tambon Phu Pha Man und aus weiteren Teilen des Tambon Non Khom.

Außerdem gibt es vier „Tambon-Verwaltungsorganisationen“ (องค์การบริหารส่วนตำบล – Tambon Administrative Organizations, TAO):
- Na Fai (Thai: องค์การบริหารส่วนตำบลนาฝาย)
- Phu Pha Man (Thai: องค์การบริหารส่วนตำบลภูผาม่าน)
- Wang Sawap (Thai: องค์การบริหารส่วนตำบลวังสวาบ)
- Huai Muang (Thai: องค์การบริหารส่วนตำบลห้วยม่วง)